# El bufón el Primo
El bufón el Primo (anciennement connu comme El bufón don Sebastián de Morra ou Sebastián de Morra) est un tableau de Diego Vélasquez conservé à Madrid, au musée du Prado.

## Histoire
La toile est citée pour la première fois dans l'inventaire de l'ancien Alcázar de Madrid en 1666 partiellement rédigé par Juan Bautista Martínez del Mazo, beau-fils de Velázquez. Il était situé dans l'escalier de la Galerie del Cierzo « Une autre peinture d'une aune de haut, presque en carré [approximativement 125 × 125 cm], est le nain Morra de la main de Diego Vélasquez », évalué à cent ducats. Avec cette toile, et évalué à 150 ducats, se trouve un autre portrait ayant les mêmes caractéristiques que la toile du bouffon surnommé le Cousin, probablement peint durant la « journée d'Aragon » de 1644 à Fraga, d'où il fut envoyé pour Madrid le 1er juin, une fois terminé.
Un seul de ces portraits fut sauvé de l'incendie de 1734, et paraît alors dans l'inventaire des peintures qui avaient pu être sauvées, sous la description simple de « portrait de nain orgi. de Diego Velasquez » – et entre les lignes « corps entier » – avec des dimensions approximatives de  103 × 63 cm dans un cadre doré et taillé. Les études techniques réalisées par le Musée du Prado montrent que le toile fut, en effet, 
encadrée un temps dans un cadre ovale correspondant à cette description ; La toile fut découpée et réduite sur trois côtés, ce qui occasionna des dommages à la peinture. 

Il est probable que cette toile fût celle notée « portrait de nain de corps entier » qui apparaît dans un mémoire de 1747 sur les œuvres transférées au Palais du Buen Retiro, mais en 1772, la toile se trouvait au Palais royal de Madrid où il fut copié six ans après par Goya dans une gravure à l'eau-forte avec la note : 

« Copié et gravé du cadre original de M. Diego Velázquez qui représente un Nain de Sa Maj. Philippe IV. Par Francisco Goya Peintre. Existe au Palais Ryl de Madrid / Année 1778 »

En 1819 la toile fut intégrée au Musée du Prado où en 1834 il figurait comme « Nain assis par terre ». Ce fut Pedro de Madrazo qui pour la première fois, dans son catalogue complet des peintures du musée de 1872, le nomma – avec un point d'interrogation – « portrait d'un nain du Roi Philippe IV : D. Sebastian de Morra ». Il le décrit de la façon suivante :

« assis sur le sol, de face, avec les jambes totalement étendues et les poings serrés sur les hanches, vêtu avec un col et un caleçon vert et une robe carmin galonnée d'or. - Figure aux dimensions naturelles. Du second style de l'auteur »

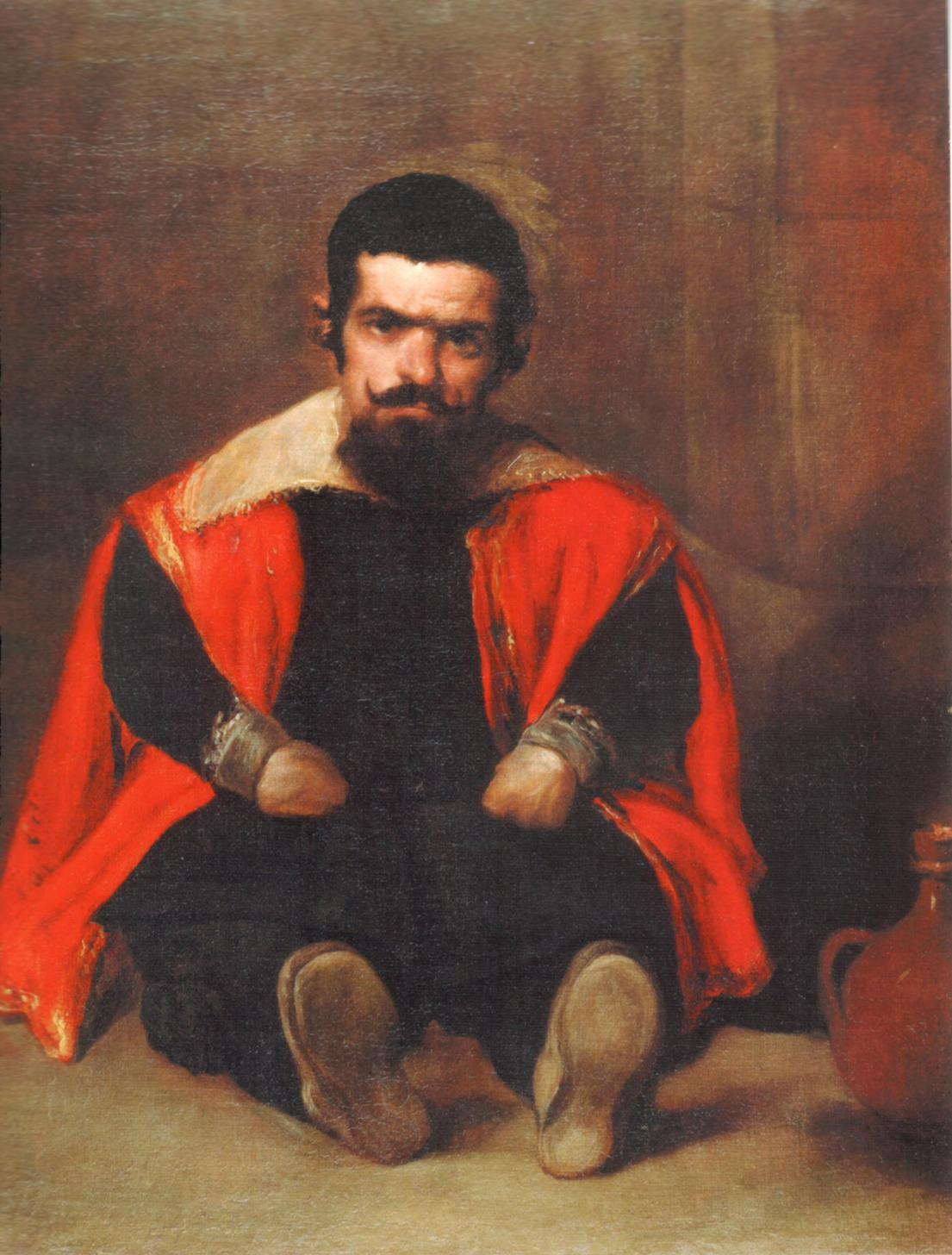
Portrait d'un nain assis sur le sol (El Primo), Diego Velázquez (attribution), 1644, Suisse, collection particulière.

L'identification proposée par Pedro de Madrazo, assumant que le portrait sauvé de l'incendie est celui de  Sebastián de Morra  et non celui du  Cousin, bien que les inventaires immédiatement postérieurs n'en eussent pas parlé, a été généralement accepté en assimilant ce dernier au personnage de la toile Le Bouffon don Diego de Acedo, le cousin issu de la Tour de la Parada. Cette identification, cependant, a été mise en doute par  José López-Rey à cause de l'existence d'une copie ou réplique qui appartint à la collection du marquis de Carpio où selon l'inventaire les biens réalisé à sa mort en 1689 par  Claudio Coello et José Jiménez Donoso, se trouvait un portrait du Cousin, spécifiant qu'il s'agissait de 

« Assis sur le sol avec une Vareuse tombée, Vêtu de noir avec une Gabardine colorée garnie de passe-main d'or et on n'en voit que les semelles des chaussures Avec une Jarre d'un côté Original de Diego Vélasquez, »

La possibilité d'erreur dans cet inventaire fait un peu tardivement, ne peut pas être écartée et l’identification du Cousin avec le personnage représenté sur la toile de la Tour de la Parada, accompagné de livres et d'une bouteille d'encre, semble bien fondée, ce qui signifierait que, plus qu'un bouffon, il s'agirait d'un membre de la bureaucratie du palais aux fonctions de secrétaire.
Traditionnellement considéré comme représentant Sebastian de Morra, le sujet du tableau a été récemment identifié comme le bouffon El Primo qui accompagna Philippe IV en Aragon en 1644 où il a été peint par Velázquez.

## Technique
Le portrait fut peint par Vélasquez directement, sans dessin préparatoire et sans changements significatifs dans la composition. La toile employée et la technique de préparation du tableau sont différentes de celles utilisées pour les œuvres de la même époque, il pourrait s'agir d'un tableau « expérimental quant à la préparation » bien que les possibilités de comparaisons sont limitées étant donné le peu de toiles peintes vers 1645 et conservée au Musée du Prado. La toile présente des bandes ajoutées de même composition et préparation ; réutilisations de toiles antérieures sur lesquelles apparaît un paysage de la Sierra de Guadarrama. Ce paysage ni fit pourtant jamais partie du portrait réalisé en intérieur sur fond neutre et aux bords recoupés. Le fond marron-gris, travaillé avec des pigments très dilués, met en avant la lumière créant un halo lumineux autour du personnage. Tant le visage comme les mains furent peintes de manière rapide et sommaire, créant une impression de flou. Le vêtement est vert mélangé de noir pour obscurcir les manches et les boutonnières. Les éléments décoratifs et les bordures d'or furent réalisées sur les couches de couleurs antérieures avec quelques coups de pinceaux de grandes précisions.

## Description
C'est une huile sur toile mesurant 106,5 cm par 81,5 cm. C'est la représentation de nain la plus célèbre de Vélasquez. 
Ce nain barbu, revêtu d’un costume aux teintes très vives de vert et de rouge, offre un contraste frappant avec un arrière-plan plutôt sombre, mettant ainsi en valeur le caractère lunatique apparemment bien connu du personnage. L’impression de petitesse est fortement renforcée par le jeu de la perspective, qui ne présente qu’une vue très raccourcie des jambes, sans compter l’aspect singulier des pieds redressés vers le haut. La sensualité et la virilité qui s’expriment dans les traits du visage, considérés comme propres à un homme de taille normale, n’en sont que davantage mises en valeur.

## Postérité

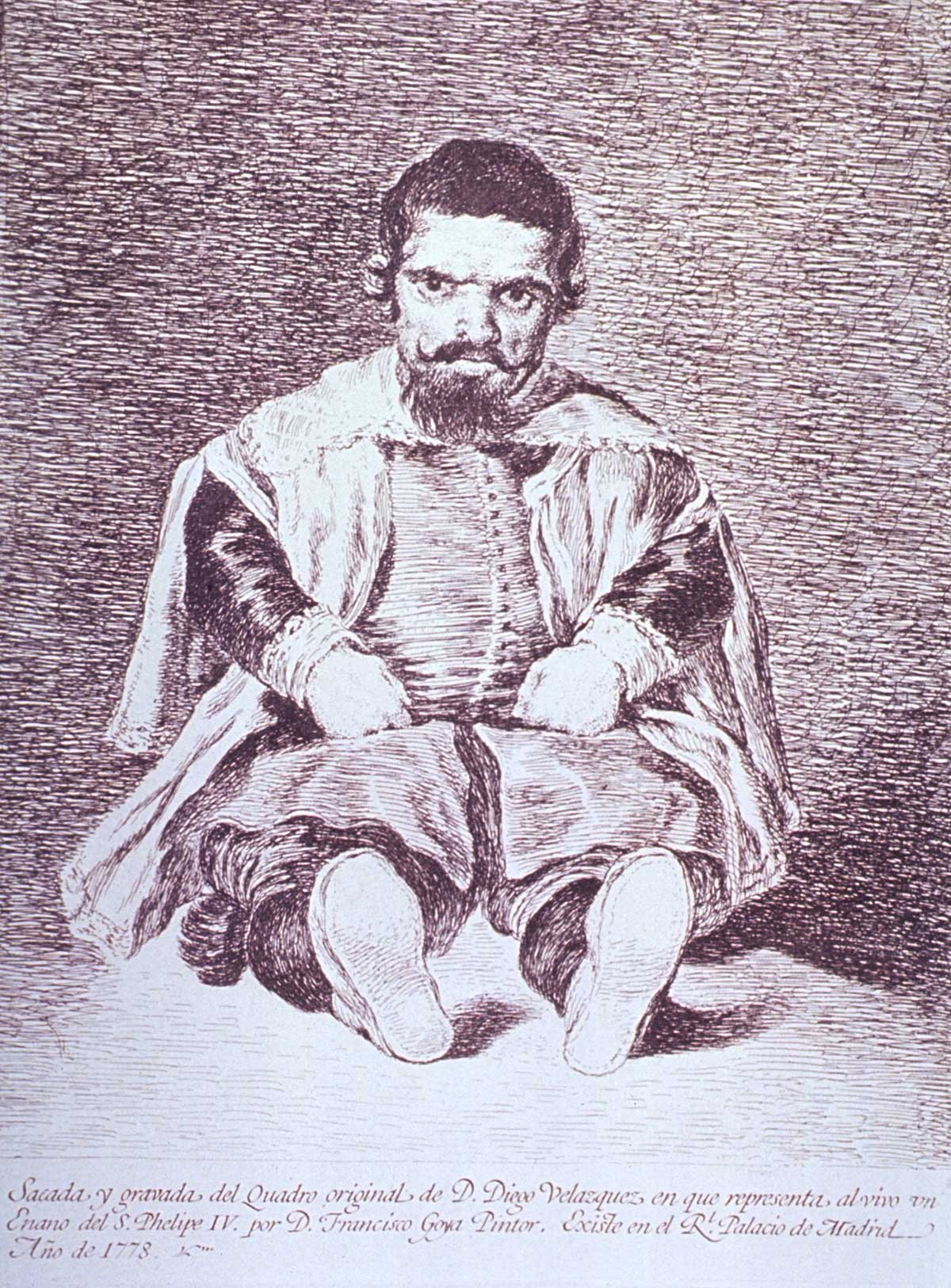
Eau-forte de Goya (1778).

Dans sa série de gravures d'après Vélasquez de 1778, Francisco de Goya a gravé à l'eau-forte une copie du tableau de Vélasquez intitulée Un nain du roi Philippe IV. L'expression du visage est cependant différente.
En 1982, Salvador Dalí s'est inspiré des œuvres de Vélasquez dans une série d'images réalisées avec des techniques diverses. Une huile avec collages représente le bouffon Sebastián de Morra, avec en arrière plan l'Escurial.
En 1991, Eduardo Arroyo réalise une gravure appelée Portrait du nain Sebastián de Morra, né à Cadaqués..., inspirée de l'œuvre de Vélasquez.